# Championnat du Kazakhstan de football 2015
Navigation
Premier-Liga 2014 Premier-Liga 2016
La saison 2015 de Premier-Liga kazakhe de football est la 24e édition de la première division kazakhe. Les douze meilleurs clubs du pays sont regroupés au sein d'une poule unique et s'affrontent deux fois, à domicile et à l'extérieur. Après 22 matches, deux poules sont formées suivant le classement, les six premiers s'affrontant sur de nouveaux matches aller-retour pour déterminer le champion et les participants aux coupe d'Europe, tandis que les six derniers s'affrontent pour déterminer les deux relégués en division inférieure.
C'est le club du FK Astana, tenant du titre, qui remporte à nouveau la compétition après avoir terminé en tête de la poule pour le titre, avec un seul point d'avance sur le FC Kairat Almaty et quatorze sur le FK Aktobe. Il s'agit du second titre de champion du Kazakhstan de l'histoire du club.

## Qualifications continentales
Trois places sont qualificatives pour les compétitions européennes, la quatrième place étant celles du vainqueur de la Coupe du Kazakhstan 2015. À l'issue de la saison, le champion se qualifie pour le 2e tour de qualification des champions de la Ligue des champions 2016-2017. Alors que le vainqueur de la Coupe du Kazakhstan prend la première des trois places en Ligue Europa 2016-2017, les deux autres places reviennent au deuxième et au troisième du championnat, qualifié pour le premier tour de qualification. Aussi si le vainqueur de la coupe fait partie des trois premiers, les places sont décalées et la dernière place revient au finaliste de la coupe. Si ce dernier club fait lui-même partie des trois premiers, la dernière place revient au quatrième du championnat.

## Clubs participants
| \| Aktobe Astana Atyrau Pavlodar Taldykourgan Almaty Kyzylorda Kokchetaou Chymkent Karagandy Taraz Kostanaï \| Les 12 villes représentées lors de la saison 2015. |
| Aktobe Astana Atyrau Pavlodar Taldykourgan Almaty Kyzylorda Kokchetaou Chymkent Karagandy Taraz Kostanaï                                                          |

- FK Aktobe
- FK Astana
- FC Kairat Almaty
- FK Taraz
- FC Ordabasy Chymkent
- Shakhtyor Karagandy
- FK Atyrau
- FC Irtych Pavlodar
- FC Okjetpes Kokchetaou - Promu de D2
- FC Jetyssou Taldykourgan
- FC Tobol Kostanaï
- FC Kaysar Kyzylorda

## Compétition
Les différents classements sont basés sur le barème de points classique (victoire à 3 points, match nul à 1, défaite à 0).

### Classement
| Rang | Équipe                   | Pts | J  | G  | N  | P  | Bp | Bc | Diff |
| ---- | ------------------------ | --- | -- | -- | -- | -- | -- | -- | ---- |
| 1    | FC Kairat Almaty         | 44  | 22 | 13 | 5  | 4  | 43 | 14 | +29  |
| 2    | FK Aktobe                | 44  | 22 | 12 | 8  | 2  | 27 | 12 | +15  |
| 3    | FK AstanaT               | 43  | 22 | 12 | 7  | 3  | 40 | 19 | +21  |
| 4    | FK Atyrau                | 37  | 22 | 9  | 10 | 3  | 25 | 19 | +6   |
| 5    | FC Ordabasy Chymkent     | 35  | 22 | 9  | 8  | 5  | 21 | 18 | +3   |
| 6    | FC Irtych Pavlodar       | 30  | 22 | 7  | 9  | 6  | 26 | 23 | +3   |
|      |                          |     |    |    |    |    |    |    |      |
| 7    | FC Okjetpes KokchetaouP  | 26  | 22 | 8  | 2  | 12 | 24 | 33 | -9   |
| 8    | FC Tobol Kostanaï        | 25  | 22 | 7  | 4  | 11 | 22 | 32 | -10  |
| 9    | FK Taraz                 | 24  | 22 | 7  | 3  | 12 | 17 | 25 | -8   |
| 10   | Shakhtyor Karagandy      | 18  | 22 | 5  | 3  | 14 | 16 | 38 | -22  |
| 11   | FC Jetyssou Taldykourgan | 17  | 22 | 4  | 5  | 13 | 17 | 32 | -15  |
| 12   | FC Kaysar Kyzylorda      | 17  | 22 | 3  | 8  | 11 | 12 | 25 | -13  |

| Légende : Qualifications | Légende : Qualifications                                                    |
| ------------------------ | --------------------------------------------------------------------------- |
|                          | Qualification pour la poule pour le titre                                   |
|                          | Participation à la poule de relégation                                      |
|                          | T : Tenant du titre P : Promu de D2 C : Vainqueur de la Coupe du Kazakhstan |

### Matchs
| Résultats (▼dom., ►ext.) | Аst | Аkt | Kai | Ord | Kay | Sha | Tob | Jet | Aty | Irt | Tar | Okj |
| FK Astana                |     | 0-0 | 4-3 | 1-1 | 2-0 | 2-1 | 4-0 | 2-1 | 0-0 | 2-2 | 4-1 | 2-0 |
| FK Aktobe                | 0-0 |     | 0-0 | 0-0 | 0-0 | 0-1 | 2-1 | 2-0 | 1-1 | 2-1 | 3-1 | 4-2 |
| FC Kairat Almaty         | 2-0 | 1-2 |     | 2-1 | 1-0 | 4-0 | 4-0 | 2-0 | 0-1 | 1-0 | 2-0 | 4-0 |
| FC Ordabasy Chymkent     | 0-2 | 0-1 | 2-2 |     | 0-0 | 1-0 | 2-0 | 0-0 | 2-0 | 1-1 | 1-0 | 2-1 |
| FC Kaysar Kyzylorda      | 2-1 | 0-0 | 0-0 | 1-1 |     | 2-0 | 0-1 | 0-0 | 0-0 | 0-0 | 1-3 | 0-2 |
| Shakhtyor Karagandy      | 0-4 | 0-1 | 0-5 | 0-1 | 1-2 |     | 1-0 | 2-1 | 1-1 | 2-2 | 2-0 | 3-0 |
| FC Tobol Kostanaï        | 1-1 | 0-2 | 1-3 | 1-3 | 1-0 | 4-1 |     | 3-1 | 2-2 | 1-0 | 3-0 | 0-2 |
| FC Jetyssou Taldykourgan | 1-3 | 1-1 | 0-3 | 3-0 | 2-1 | 3-0 | 0-0 |     | 1-2 | 2-2 | 1-0 | 0-1 |
| FK Atyrau                | 1-1 | 0-2 | 0-0 | 1-1 | 2-1 | 1-0 | 1-2 | 3-0 |     | 0-0 | 2-1 | 2-1 |
| FC Irtych Pavlodar       | 0-3 | 1-0 | 1-1 | 2-0 | 4-2 | 3-1 | 1-1 | 1-0 | 1-2 |     | 0-1 | 3-1 |
| FK Taraz                 | 2-0 | 0-1 | 1-0 | 0-1 | 3-0 | 0-0 | 1-0 | 2-0 | 0-1 | 0-0 |     | 1-1 |
| FC Okjetpes Kokchetaou   | 1-2 | 2-3 | 1-3 | 0-1 | 1-0 | 1-0 | 1-0 | 2-0 | 2-2 | 0-1 | 2-0 |     |

## Seconde phase
Toutes les équipes démarrent la seconde phase avec la moitié du total de points acquis à l'issue de la première phase, arrondi au supérieur.

### Poule pour le titre
| Rang | Équipe               | Pts | J  | G  | N  | P  | Bp | Bc | Diff |
| ---- | -------------------- | --- | -- | -- | -- | -- | -- | -- | ---- |
| 1    | FK AstanaT           | 46  | 32 | 20 | 7  | 5  | 55 | 26 | +29  |
| 2    | FC Kairat AlmatyC    | 45  | 32 | 20 | 7  | 5  | 60 | 19 | +41  |
| 3    | FK Aktobe            | 32  | 32 | 15 | 9  | 8  | 35 | 25 | +10  |
| 4    | FC Ordabasy Chymkent | 29  | 32 | 12 | 10 | 10 | 32 | 31 | +1   |
| 5    | FK Atyrau            | 27  | 32 | 11 | 12 | 9  | 31 | 33 | -2   |
| 6    | FC Irtych Pavlodar   | 25  | 32 | 10 | 10 | 12 | 37 | 39 | -2   |

|  | Qualification pour le 2e tour préliminaire de la Ligue des champions 2016-2017 |
|  | Qualification pour le 1er tour préliminaire de la Ligue Europa 2016-2017       |
|  | T : Tenant du titre C : Vainqueur de la Coupe du Kazakhstan P : Promu de D2    |

### Poule de relégation
| Rang | Équipe                   | Pts | J  | G  | N  | P  | Bp | Bc | Diff |
| ---- | ------------------------ | --- | -- | -- | -- | -- | -- | -- | ---- |
| 7    | FC Tobol Kostanaï        | 26  | 32 | 10 | 12 | 10 | 35 | 35 | 0    |
| 8    | FC Okjetpes KokchetaouP  | 21  | 32 | 7  | 7  | 18 | 30 | 52 | -22  |
| 9    | FK Taraz                 | 25  | 32 | 9  | 7  | 16 | 32 | 45 | -13  |
| 10   | Shakhtyor Karagandy      | 21  | 32 | 11 | 6  | 15 | 41 | 49 | -8   |
| 11   | FC Jetyssou Taldykourgan | 25  | 32 | 10 | 8  | 14 | 21 | 31 | -10  |
| 12   | FC Kaysar Kyzylorda      | 27  | 32 | 10 | 13 | 9  | 30 | 34 | -4   |

|  | Qualification pour les barrages de relégation |
|  | Relégation en deuxième division               |
|  | P : Promu de deuxième division                |

### Barrage de relégation
| 14 novembre 2015 | FC Jetyssou Taldykourgan | 1 - 0 | FC Vostok (D2) | Astana Arena                                 |                                              |
| 15:00            | Shakhmetov 31e           |       |                | Spectateurs : 1 000 Arbitrage : Igor Aleshin | Spectateurs : 1 000 Arbitrage : Igor Aleshin |

- Les deux formations se maintiennent dans leur championnat respectif.

## Bilan de la saison
| Championnat du Kazakhstan de football 2015    |                      |
| Champion                                      | FK Astana (2e titre) |
| Coupes et trophées                            |                      |
| Vainqueur de la Coupe du Kazakhstan 2015      | FC Kairat Almaty     |
| Vainqueur de la Supercoupe du Kazakhstan 2015 | FK Astana            |
| Qualifications continentales                  |                      |
| Ligue des champions 2016-2017                 | FK Astana            |
| Ligue Europa 2016-2017                        | FC Kairat Almaty     |
| Ligue Europa 2016-2017                        | FK Aktobe            |
| Ligue Europa 2016-2017                        | FC Ordabasy Chymkent |
| Promotions et relégations                     |                      |
| Promus en Premier-Liga                        | FK Akzhayik Oural    |
| Relégués en Pervaïa Liga                      | FC Kaysar Kyzylorda  |